# Livio Ciardi
Livio Ciardi (Rapolano Terme, 18 luglio 1881 – Roma, 8 agosto 1943) è stato un sindacalista e politico italiano.

## Biografia
Macchinista delle Ferrovie dello Stato, nel 1907 aderì al Sindacato Ferrovieri Italiani. Direttore della Camera del lavoro di Piacenza nel 1908, fu inizialmente sindacalista rivoluzionario ma non aderì nel 1912 come lo SFI all'Unione Sindacale Italiana. Interventista nel 1914, partì volontario nella prima guerra mondiale e fu decorato di medaglia d'argento al valor militare. Nel 1918 aderì all'Unione Italiana del Lavoro di Alceste de Ambris. Nel gennaio 1922 si iscrisse al Partito Nazionale Fascista. 
Fu deputato per il PNF per tre legislature dal 1924 al 1939 e consigliere nazionale della Camera dei fasci e delle corporazioni dal 1939 al 1943. Ricoperto numerose cariche nei sindacati fascisti, tra le quali quella di segretario della corporazione degli addetti alle comunicazioni interne (1923-1927), di segretario della Confederazione nazionale dei trasporti terrestri e della navigazione interna (1927-1929) e poi presidente  della stessa (1929-1933). Fu poi commissario della Federazione nazionale dei sindacati fascisti dei lavoratori dei porti. 
Nel febbraio del 1943 fu nominato senatore del Regno.